# Асафов, Василий Михайлович
Василий Михайлович Асафов (30 января 13 февраля 1901, станица Котуркульская, Кокчетавский уезд, Акмолинская область — 24 октября 1959, Москва) — советский военный деятель, Генерал-майор (1946 год).

## Биография
Родился 30 января 1901 года в станице Котуркульская Кокчетавского уезда, Акмолинской области.

### Гражданская война
В июне 1919 года бойцом вступил в ряды партизанского отряда, а в ноябре того же года — красноармейцем в 3-й крепостной полк. Принимал участие в боевых действиях против войск под командованием адмирала А. В. Колчака.
В 1920 году после окончания 4-х Сибирских пехотных курсов в Семипалатинске был направлен на учёбу в Омскую высшую военную школу.

### Межвоенное время
После окончания Омской высшей военной школы с декабря 1921 года Асафов служил в 11-й кавалерийской дивизии (Сибирский военный округ) на должностях помощника командира 55-го и 58-го кавалерийских полков, а в июле 1922 года был назначен на должность командира отдельного эскадрона пограничной службы. С ноября 1923 года в составе этой же дивизии служил на Туркестанском фронте на должности командира пулемётного эскадрона 62-го кавалерийского полка 31-й кавалерийской бригады. Принимал участие в боевых действиях против басмачества в Средней Азии.
В ноябре 1924 года был назначен на должность командира эскадрона в 43-м Речицком кавалерийском полке (Гомельская кавалерийская дивизия), в июне 1925 года — на должность командира эскадрона в 41-м кавалерийском полке (7-я кавалерийская дивизия, Западный военный округ), а в декабре 1925 года — на должность командира отдельного кавалерийского эскадрона (5-я стрелковая дивизия).
В октябре 1926 года был направлен на учёбу на кавалерийские курсы усовершенствования командного состава в Новочеркасске, после окончания которых в июле 1927 года был назначен на должность командира отдельного кавалерийского эскадрона в 8-й, а затем — на аналогичную должность в 29-ю стрелковую дивизию.
С мая 1936 года после окончания Военной академии имени М. В. Фрунзе Василий Михайлович Асафов находился в специальной командировке, за что был награждён орденом Красной Звезды. После возвращения из командировки в октябре 1938 года был назначен на должность помощника начальника штаба 6-го кавалерийского корпуса (Белорусский военный округ). С октября 1939 года исполнял должность начальника специальной группы при Военном совете Белорусского военного округа.
В декабре 1939 года был направлен на учёбу в Военную академию Генерального штаба.

### Великая Отечественная война
29 июня 1941 года Василий Михайлович Асафов был назначен на должность начальника штаба 61-го стрелкового корпуса, который принимал участие в ходе Смоленского сражения. Во время тяжёлых оборонительных боёв на могилевском направлении был тяжело ранен и до 19 июля 1943 года находился на излечении в госпитале № 340.
В середине августа 1943 года полковник Василий Михайлович Асафов был назначен на должность начальника штаба находившегося на формировании в Туле 60-го стрелкового корпуса и одновременно до 5 октября временно командовал этим корпусом до назначения на должность командира корпуса генерал-майора А. Н. Ермакова. В начале октября корпус вошёл в состав 4-й ударной армии, после чего принимал участие в ходе Невельской и Городокской наступательных операций, а также в боевых действиях на витебском направлении. Летом 1944 года корпус принимал участие в ходе Полоцкой наступательной операции.
С 19 августа 1944 года Асафов был на излечении в госпитале по болезни и после выздоровления с января 1945 года находился в распоряжении Военного совета 1-го Белорусского фронта. В феврале был назначен исполняющим должность командира 207-й стрелковой дивизии. Руководил боевыми действиями дивизии в ходе Восточно-Померанской и Берлинской наступательных операций. Во время боевых действий в центре Берлина дивизия под командованием Асафова штурмовала здание театра Кроль-опера, расположенного напротив Рейхстага, чем способствовала взятию последнего.

### Послевоенная карьера
После окончания войны Асафов продолжил командовать этой дивизией в составе Группы советских войск в Германии.
В декабре 1947 года был назначен на должность заместителя начальника Управления радиолокации Генерального штаба, в июле 1949 года — на должность заместителя начальника 5-го управления Главного управления связи Генерального штаба, а в октябре того же года — на должность старшего преподавателя в Высшую военную академию имени К. Е. Ворошилова. вышел в отставку.
Генерал-майор Василий Михайлович Асафов в ноябре 1956 года вышел в отставку. Умер 24 октября 1959 года в Москве.

## Награды
- Орден Ленина;
- Три ордена Красного Знамени;
- Орден Суворова 2 степени;
- Орден Кутузова 2 степени;
- Орден Отечественной войны 1 степени;
- Орден Красной Звезды;
- Медали;
- Иностранные ордена и медали.